# FIBA Europe Young Men’s Player of the Year Award
FIBA Europe Young Men’s Player of the Year Award – oficjalna nagroda dla najlepszego młodego koszykarza (do lat 22) z Europy przyznawana corocznie od 2005 przez FIBA Europe (Europejską Federację Koszykówki).
Nagroda została ustanowiona przez FIBA Europe w grudniu 2005 roku. Postanowiono wówczas, że począwszy od 2005 roku, wybierani będą najlepsi koszykarze i koszykarki z Europy w czterech różnych kategoriach: seniorów, seniorek, młodych koszykarzy (do lat 22) i młodych koszykarek (także do lat 22). Nagrodzony może zostać każdy koszykarz z Europy, niezależnie od klubu i ligi, w jakiej występował w danym roku kalendarzowym. Koszykarz w roku tym może mieć skończone maksymalnie 22 lata. Zwycięzca każdej z czterech nagród otrzymuje pamiątkowe trofeum.
W pierwszej edycji (za 2005 rok) o zwycięzcy decydowały głosy przedstawicieli mediów, a triumfatora FIBA Young Europe Men’s Player of the Year Award ogłoszono 19 stycznia 2006. Od drugiej edycji (za 2007) głosowanie podzielono na dwie grupy: pierwszą stanowią głosy trenerów, koszykarzy i dziennikarzy, którzy wybierają po 3 najlepszych graczy, a wyniki ich głosowania stanowią 70% ostatecznego rezultatu, a drugą stanowią głosy internetowe kibiców, którzy także wybierają po 3 najlepszych graczy, a wyniki ich głosowania stanowią 30% ostatecznego wyniku.
Najbardziej utytułowanym zawodnikiem w historii nagrody jest Ricky Rubio, który został nią wyróżniony trzykrotnie (w latach 2007–2009).

## Zwycięzcy
| Rok  | Zawodnik          | Kraj      |
| ---- | ----------------- | --------- |
| 2005 | Nikos Zisis       | Grecja    |
| 2006 | Rudy Fernández    | Hiszpania |
| 2007 | Ricky Rubio       | Hiszpania |
| 2008 | Ricky Rubio       | Hiszpania |
| 2009 | Ricky Rubio       | Hiszpania |
| 2010 | Jan Veselý        | Czechy    |
| 2011 | Jonas Valančiūnas | Litwa     |
| 2012 | Jonas Valančiūnas | Litwa     |
| 2013 | Dario Šarić       | Chorwacja |
| 2014 | Dario Šarić       | Chorwacja |